# Leonid Volkov (político)

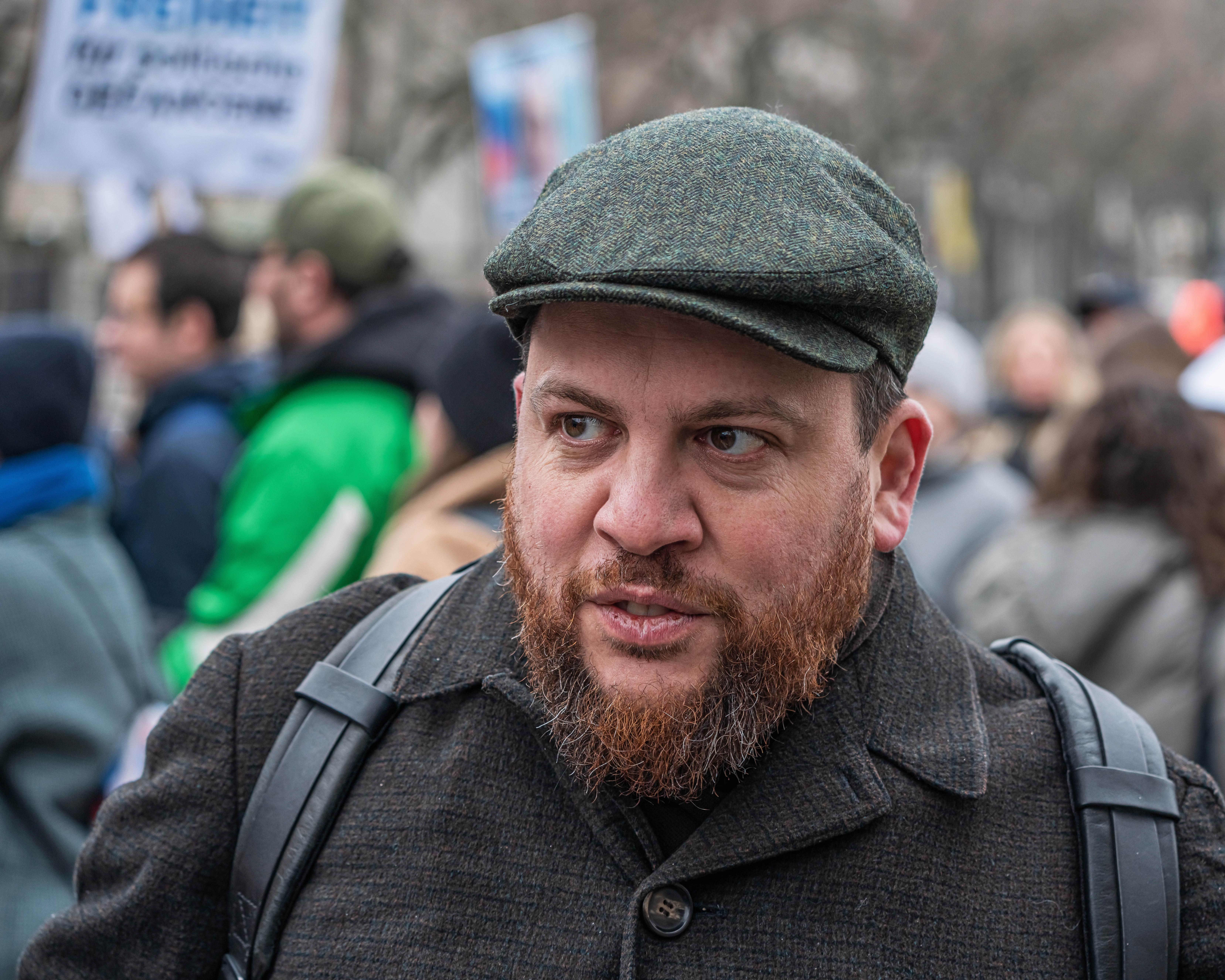

Leonid Mikhailovich Volkov (em russo:  Леони́д Миха́йлович Во́лков; nascido em 10 de novembro de 1980) é um político russo do Partido do Progresso (não registado), membro da oposição russa e chefe de gabinete da campanha de Alexei Navalny para as eleições presidenciais de 2018.

## Vida e política
Volkov nasceu em Sverdlovsk, Sverdlovsk Oblast, URSS. Ele é membro do comité eleitoral central do Conselho de Coordenação da Oposição Russa e foi um dos líderes da campanha de Navalny para prefeito de Moscovo em 2013.  Ele foi membro do conselho político do Partido da Liberdade do Povo. Desde dezembro de 2016, Volkov foi chefe de gabinete da campanha presidencial de Alexey Navalny para 2018.

### Ataque em 2024
Em 12 de março de 2024, Volkov sofreu um ataque violento com martelo em frente à sua casa em Vilnius, na Lituânia.